# Ossinodus pueri
Ossinodus pueri Warren and Turner, 2004, comunemente noto come ossinodo, è un tetrapode estinto, vissuto nel Carbonifero inferiore (Viséano, circa 330 milioni di anni fa). I suoi resti sono stati ritrovati in Australia (Queensland).

## Descrizione
L'aspetto di questo animale doveva essere simile a quello di una grossa salamandra lunga circa 2 metri, con un capo grosso e robusto e un corpo allungato. I resti fossili sinora rinvenuti sono piuttosto scarsi e comprendono una volta cranica e varie parti dello scheletro postcranico, e non permettono un'adeguata ricostruzione dell'animale. Le zampe posteriori, in ogni caso, sembrano essere state abbastanza robuste da poter permettere all'animale di camminare sulla terraferma; gli esemplari più piccoli potrebbero essere stati più legati all'ambiente acquatico.

## Classificazione
Gli studiosi hanno ipotizzato che questo animale fosse uno dei vertebrati terrestri più primitivi, sviluppatosi pochi milioni di anni dopo i primi tetrapodi acquatici come Acanthostega e Ichthyostega. In particolare, sembra che Ossinodus fosse strettamente imparentato ad altre due forme primitive e più conosciute, Pederpes e Whatcheeria, rinvenute nei continenti settentrionali; a loro volta, tutti e tre questi animali si sarebbero originati da un animale simile a Tulerpeton.

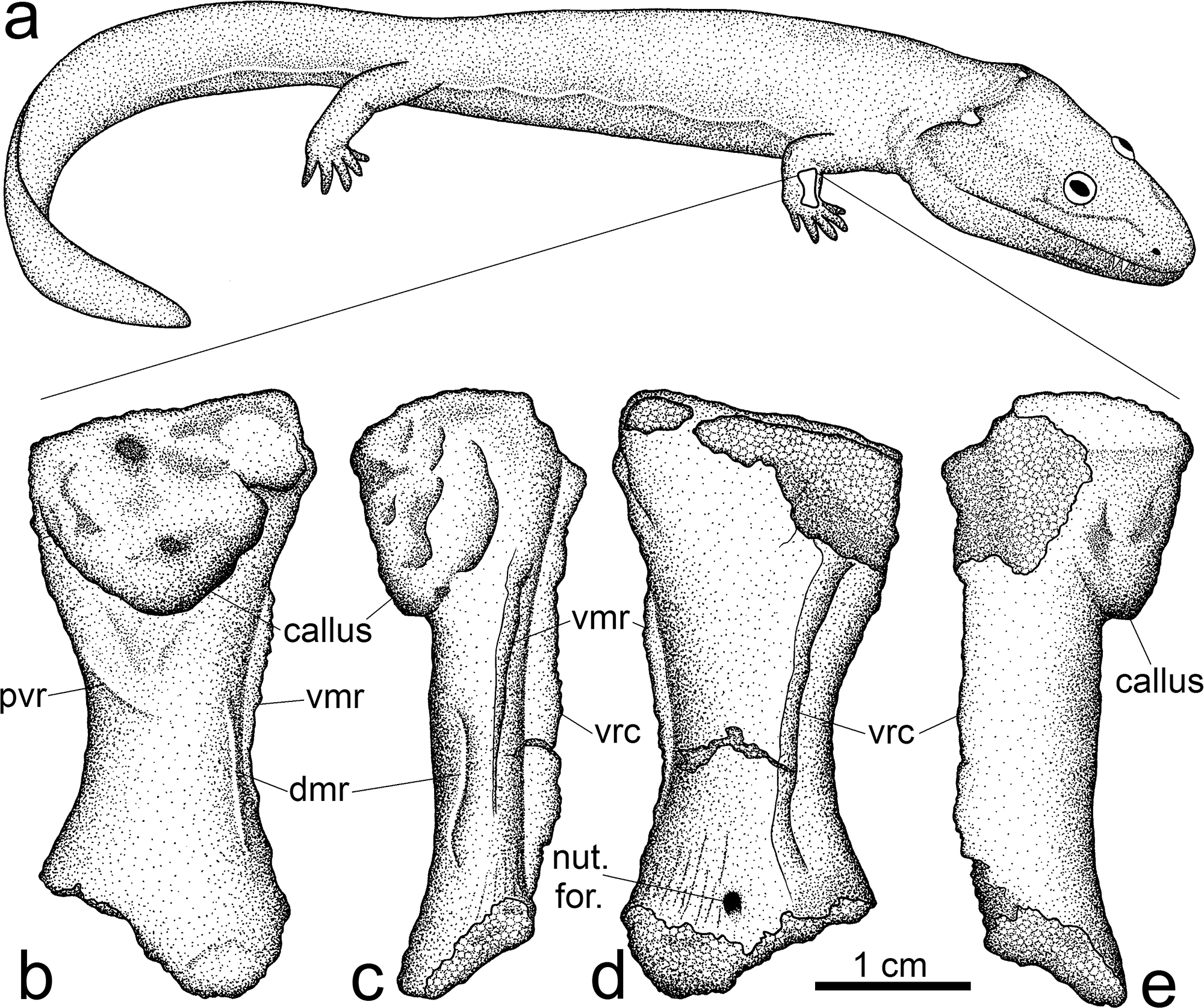
Illustrazione del radio fratturato di Ossinodus

## Paleobiologia
Il più antico osso con patologia di un tetrapode, un radio destro fratturato, è stato riferito a un esemplare di Ossinodus. Questo ritrovamento indicherebbe, grazie a uno studio di biomeccanica, che Ossinodus era un animale almeno parzialmente terrestre (Bishop et al., 2015).